# Wat Phra Dhammakaya

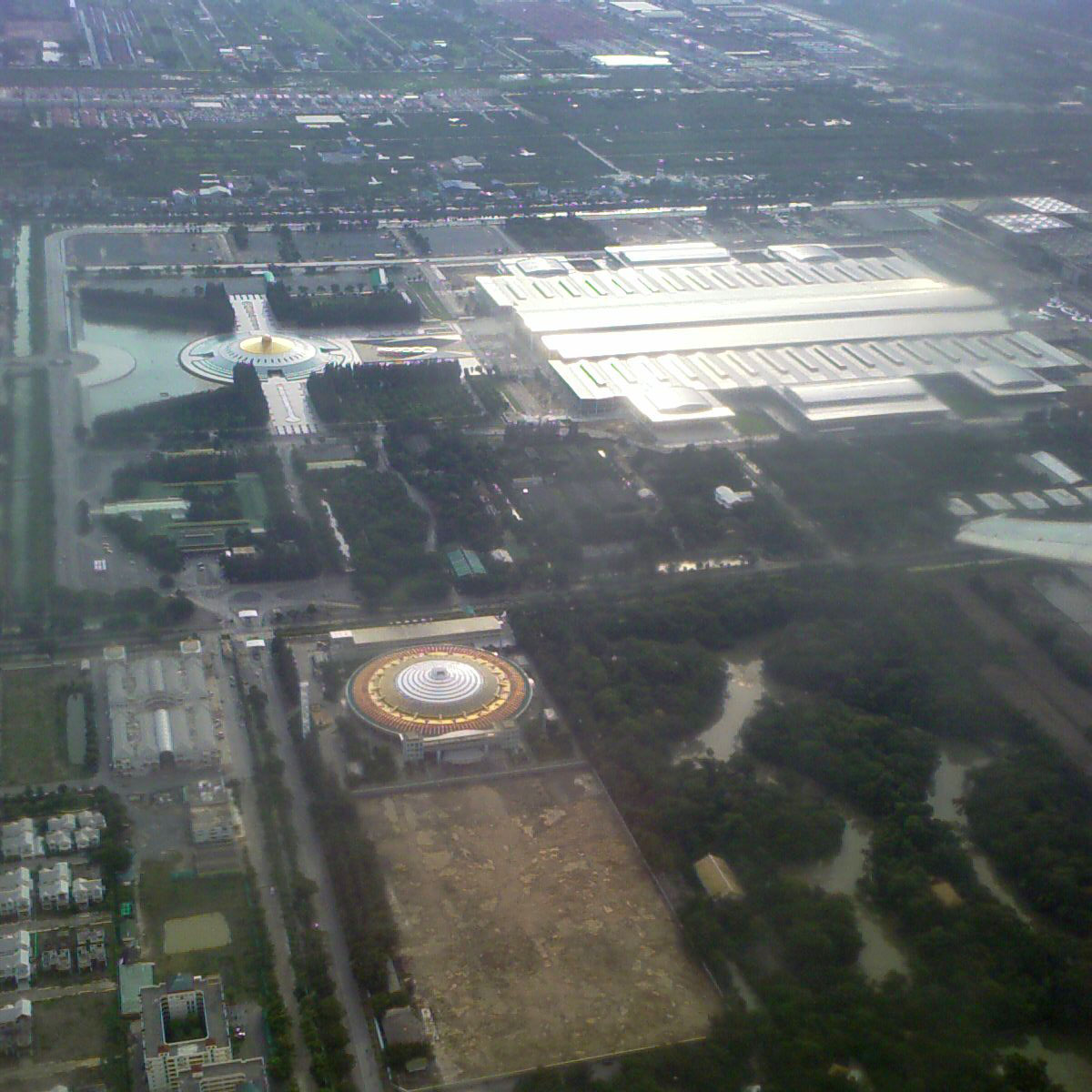
Luchtfoto van het complex van Wat Phra Dhammakaya: de Dhammakaya Cetiya (midden), de gedenkhal van Phramongkolthepmuni (linksboven) en de evenementenhal (rechtsboven).

Wat Phra Dhammakaya (Thais: วัดพระธรรมกาย) is een boeddhistische tempel (wat) in Khlong Luang, Pathumthani,  ten noorden van Bangkok, in Thailand. De tempel valt onder de Mahānikāya-orde, de oudste orde van Thailand, en staat in de traditie van Dhammakaya-meditatie die uit Wat Paknam afkomstig is. Het is momenteel de grootste tempelgemeenschap van Thailand. De tempel staat bekend om de moderne benadering van management en iconografie. De abt van de tempel is Luang Pho Dhammajayo (Phrathepyanmahamuni). De tempel won in 1998 een prijs voor architectonisch ontwerp van de Association of Siamese Architects. Een belangrijk monument op het terrein is de Dhammakaya Cetiya, een moderne soort van stoepa, waar omvangrijke vieringen worden gehouden.

## Oprichting
De tempel werd op 20 februari 1970 opgericht, op een stuk land van 313.600 m² dat gedoneerd werd door de filantroop Khunying Prayat Phaetayapongsa-visuthathibodi. Vanaf het begin werd de tempel geleid door de monnik Phrathepyanmahamuni en zijn lerares Chan Khonnokyung. Oorspronkelijk heette het complex Sun Phutthacak Patibattham (Thais: ศูนย์พุทธจักรปฏิบัติธรรม). In de begintijd was het zeer zure grond, en was het een land met rijstvelden. Na veel inspanning werd er uiteindelijk een park van gemaakt met tempelgebouwen. De eerste steen van de ubosot-hal werd gelegd door Prinses Maha Chakri Sirindhorn in naam van Koning Bhumibol Adulyadej in december 1977. De tempel werd officieel erkend door de Thaise overheid , en kreeg de naam Wat Worani Dhammakayaram (Thais: วัดวรณีธรรมกายาราม). Later werd dit gewijzigd in Wat Phra Dhammakaya. De ubosot-hal werd afgerond in 1982, en de ceremonie voor het officieel inwijden van de hal werd drie jaar later gehouden. Gedurende de jaren van opbouw, begon de tempel een trainingsprogramma voor universiteitsstudenten, dat populair werd en leidde tot een snelle stijging van het aantal vrijwilligers in de tempel.

## Huidige activiteiten
De gemeenschap die in Wat Phra Dhammakaya woont, telt ongeveer drieduizend monniken, novicen en lekenmedewerkers; de tempel is daarmee de grootste tempelgemeenschap van Thailand. Ondanks het omvangrijke tempelcomplex, staat de tempel bekend op zijn nadruk op meditatie, in het bijzonder samatha-meditatie (kalmtemeditatie). Dit is wel beschreven als een wederopleving in Thailand. Doordat de maandelijkse en jaarlijkse vieringen steeds meer mensen aantrokken, besloot de tempel in 1985 om de tempel uit te breiden tot 4 km². De tempel is ook een wedstrijd begonnen onder leerlingen van allerlei niveaus in het Thais onderwijs, met betrekking tot kennis van boeddhistische ethiek. Recentelijk is dit initiatief uitgegroeid tot een nationaal programma met allerlei activiteiten voor het onderwijzen van Boeddhisme aan kinderen, geheten V-star. De tempel heeft ook zijn engagement getoond ten aanzien van tempels en scholen in het zuiden van Thailand, die lijden onder de religieuze en politieke conflicten daar. Momenteel heeft Wat Phra Dhammakaya meer dan honderd centra over de gehele wereld, waaronder sinds 1997 ook een vestiging in België. De tempel heeft ook een eigen satelliettelevisiekanaal, Dhammakaya Media Channel (DMC) geheten, en een eigen open universiteit.